# Eric Taylor
Eric Eugene Taylor (Cincinnati, 18 ottobre 1976) è un ex cestista statunitense, professionista nella NBDL, in Francia, Argentina, Polonia e Germania.